# Teresa Tavares
Teresa Tavares (Azambuja, 29 de dezembro de 1982) é uma atriz portuguesa.

## Biografia
Teresa Tavares é uma das atrizes mais reconhecidas da sua geração em Portugal pelo seu talento e versatilidade. Estreou-se em 2000 com o enorme sucesso Jardins Proibidos e desde então trabalha consistentemente em teatro, televisão e cinema em produções portuguesas e co-produções com diversos países.
Frequentou a Escola Superior de Teatro e Cinema de Lisboa e completou a sua formação na LAMDA ( em Londres ) e no Lee Strasberg Institute (em Los Angeles ).
É presença assídua na televisão portuguesa, tendo participado em inúmeras séries, novelas e telefilmes. As séries Cavalos de Corrida ( realizada por André Santos
e Marco Leão ) e Até que a Vida nos Separe ( realizada por Manuel Pureza ), foram nomeadas pela Academia Portuguesa de Cinema na categoria de Melhor Série; foi um dos nomes centrais do elenco de Cacau, já vendida para mais de 90 países; e teve uma participação na série americana We Were The Lucky Ones. Em cinema, foi dirigida por João Canijo, Tiago R. Santos, Werner Schroeter, Fernando Lopes, Ana Rocha, Patricia
Plattner, Jason Buttler, Mark Heller, Sofia Bost, Jorge Paixão da Costa, Nuno Bernardo, entre outros.
Trabalha regularmente em teatro. Fez Strindberg, Tchekov, Shakespeare e textos de inúmeros autores contemporâneos. Em 2012 foi um dos membros fundadores do Teatro do Vão.
Em 2016 interpretou Sylvia Plath na versão portuguesa do monólogo Edge, de Paul Alexander e, em 2023, deu vida à poetisa Natália Correia no espectáculo O Dever de Deslumbrar, texto original de Filipa Martins a partir da biografia homónima, encenado por Ana Rocha.
Apresenta o programa Atlas de Pandora, leitura de crónicas da escritora Irene Vallejo para o El País, na RTP2.
No início dos anos 2000 foi uma das apresentadoras mais icónicas do Curto-Circuito, ao lado de nomes como Bruno Nogueira, Pedro Ribeiro, Fernando Alvim e Rui Unas.

## Filmografia
A atriz participou nos seguintes projetos:

### Televisão
| Ano         | Projeto                             | Papel                      | Notas                         | Canal       |
| 2000 - 2001 | Jardins Proibidos                   | Sofia Rosa                 | Elenco Infantil               | TVI         |
| 2001 - 2002 | A Minha Família É uma Animação      | Cláudia                    | Participação Especial         | SIC         |
| 2001 - 2003 | Curto Circuito                      | Ela Própria                | Apresentadora                 | SIC Radical |
| 2001 - 2003 | Anjo Selvagem                       | Maria da Conceição "São"   | Elenco Principal              | TVI         |
| 2003 - 2004 | Morangos com Açúcar (1.ª temporada) | Mónica Rebelo              | Elenco Principal              | TVI         |
| 2004        | Inspetor Max                        | Rosa                       | Participação Especial         | TVI         |
| 2005 - 2006 | Os Serranos                         | Inês Lagoa                 | Elenco Principal              | TVI         |
| 2006        | Estranho                            | Girl                       | Elenco Adicional              | RTP1        |
| 2006        | Câmara Café                         | Rita Simões                | Elenco Principal              | RTP1        |
| 2007        | Jura                                | Rute                       | Elenco Adicional              | SIC         |
| 2007        | Floribella                          | Carmo                      | Participação Especial         | SIC         |
| 2007        | Nome de Código: Sintra              | Isabel                     | Participação em 3 episódios   | RTP1        |
| 2008        | Casos da Vida                       | Bárbara Andrade            | Episódio "Falsas Esperanças"  | TVI         |
| 2008 - 2009 | Conta-me como Foi                   | Teresa                     | Elenco Adicional              | RTP1        |
| 2008 - 2009 | Flor do Mar                         | Lurdes "Lurdinhas"         | Elenco Principal              | TVI         |
| 2010        | A Minha Família                     | Laura                      | Elenco Adicional              | RTP1        |
| 2010 - 2011 | Laços de Sangue                     | Catarina Marques           | Elenco Principal              | SIC         |
| 2011        | Cuidado com a Língua!               | Amiga                      | Elenco Adicional              | RTP1        |
| 2012        | Heresia                             | Benedita Lemos             | Protagonista                  | RTP1        |
| 2012        | Pai à Força                         | Teresa                     | Participação Especial         | RTP1        |
| 2012 - 2013 | Maternidade                         | Olga                       | Elenco Adicional              | RTP1        |
| 2014 - 2015 | Jardins Proibidos                   | Sofia Rosa                 | Elenco Principal              | TVI         |
| 2016        | A Única Mulher                      | Iva                        | Elenco Adicional              | TVI         |
| 2016        | Dentro                              | Professora Isabel Neves    | Elenco Principal              | RTP1        |
| 2017        | Ministério do Tempo                 | Urraca I de Leão e Castela | Personagem histórica da série | RTP1        |
| 2017        | Madre Paula                         | Margarida do Monte         | Elenco Adicional              | RTP1        |
| 2017        | Fátima: Caminhos da Alma            | Conceição "São"            | Protagonista                  | RTP1        |
| 2018        | Júlia                               | Júlia                      | Protagonista                  | RTP1        |
| 2018        | 1986                                | Alice                      | Elenco Principal              | RTP1        |
| 2018 - 2019 | Circo Paraíso                       | Teresa                     | Elenco Adicional              | RTP1        |
| 2018        | Idiotas, Ponto.                     | Rita                       | Elenco Adicional              | RTP1        |
| 2018        | Onde Está Elisa?                    | Raquel Soares              | Elenco Principal              | TVI         |
| 2018 - 2019 | Valor da Vida                       | Gabriela Brito "Becas"     | Elenco Principal              | TVI         |
| 2019        | Amar Depois de Amar                 | Aline Matias               | Elenco Principal              | TVI         |
| 2020        | Largo das Caldas                    | Margarida (Jovem)          | Protagonista                  | RTP1        |
| 2020        | Chamados Para a Quarentena          | Sara                       | Participação Especial         | RTP1        |
| 2020        | Intraverso                          | Inês                       | Protagonista                  | RTP1        |
| 2020        | O Mundo Não Acaba Assim             | Sara                       | Protagonista                  | RTP1        |
| 2020        | Quarenteens                         | Luísa                      | Elenco Adicional              | RTP1        |
| 2021        | Até que a Vida Nos Separe           | Natália                    | Elenco Principal              | RTP1        |
| 2021        | A Consoada - Uma História de Natal  | Maria                      | Elenco Principal              | TVI         |
| 2022        | A Mim, Nunca                        | Joana                      | Protagonista                  | RTP1        |
| 2022        | Cuba Libre                          | Milú Gonzaga Ferreira      | Participação Especial         | RTP1        |
| 2022        | Contado Por Mulheres                | Cíntia                     | Minissérie                    | RTP1        |
| 2023        | Cavalos de Corrida                  | Olinda                     | Protagonista                  | RTP1        |
| 2024        | Cacau                               | Vitória Falcão             | Elenco Principal              | TVI         |

### Cinema
| Ano  | Título                  | Papel                   |
| ---- | ----------------------- | ----------------------- |
| 2007 | Voyeur 2                |                         |
| 2007 | Santuário               |                         |
| 2008 | Off                     | Inês                    |
| 2008 | Uma Outra Noite         |                         |
| 2008 | This Night              | Fille joint             |
| 2008 | Inoportuno              |                         |
| 2009 | Duelo                   |                         |
| 2009 | Star Crossed            | Inês Silva              |
| 2009 | Abrigo                  | Isabèla                 |
| 2009 | Bazar                   | Rita                    |
| 2009 | Twist Of Face           | Ana                     |
| 2009 | Jantamos Cedo           |                         |
| 2010 | Valsa                   |                         |
| 2010 | Síndrome de Stendhal    |                         |
| 2011 | Blood Of My Blood       | Sandra / Ivete's friend |
| 2011 | O Canto dos Cisnes      | The Girl                |
| 2013 | Minha Alma and You      |                         |
| 2013 | A Resposta é Sempre Não |                         |
| 2013 | Collider                | Lúcia de Souza          |
| 2014 | The Engagement          | Soledad                 |
| 2014 | Swallows                | Sara                    |
| 2014 | For The Evening         | Nicola                  |
| 2017 | A Ponte Na Califórnia   |                         |
| 2017 | Fátima                  | São                     |
| 2017 | Muletas                 | Paula                   |
| 2019 | The Little Scribe       | Margaret                |
| 2020 | You Above All           |                         |
| 2022 | Revolta                 | Cristina                |